# Alfons Julen
Alfons Julen (Zermatt, 20 febbraio 1899 – Zermatt, 9 maggio 1988) è stato uno sciatore di pattuglia militare e fondista svizzero.
Era fratello di Anton e cugino di Oswald e Simon, tutti a loro volta sciatori nordici di alto livello.

## Biografia
Alfons Julen prese parte ai I Giochi olimpici invernali di Chamonix-Mont-Blanc 1924 gareggiando nella pattuglia militare, disciplina nella quale vinse la medaglia d'oro in squadra con Alfred Aufdenblatten, Denis Vaucher e suo fratello Antoine (3:56:06 e 8 centri). Gli svizzeri si imposero sulle nazionali finlandese e francese.
Ai II Giochi olimpici invernali di Sankt Moritz 1928 gareggiò nello sci di fondo, senza concludere la gara dei 18 km, e nuovamente nella pattuglia militare: questa volta la squadra svizzera chiuse al terzo posto, ma non vennere assegnate medaglie giacché considerata sport dimostrativo.

## Palmarès

### Olimpiadi
- 1 medaglia:
  - 1 oro (pattuglia militare a Chamonix-Mont-Blanc 1924)